# Ruki
Ruki je řeka v Demokratické republice Kongo. Je 105 km dlouhá. Včetně zdrojnic Busira a Čuapa dosahuje délky 1300 km. Povodí má rozlohu 173 800 km².

## Průběh toku
Vzniká soutokem řek Busira (zdrojnice Čuapa, Lomela, Salonga) a Mombojo (zdrojnice Luilaka). Řeka i její zdrojnice tečou uprostřed hustých rovníkových lesů v širokých, převážně bažinatých dolinách v téměř přímých korytech. Je to levý přítok řeky Kongo).

## Vodní režim
Zdroj vody je dešťový a velké množství je v řekách po celý rok. Vodní hladina je vyšší v období od října do prosince a od dubna do června.

## Využití
Vodní doprava je možná do vzdálenosti 1108 km po řekách Ruki, Busira a Čuapa a také na ostatních základních přítocích a zdrojnicích.